# Тайный агент (роман)
«Тайный агент» или «Секретный агент» (англ. The Secret Agent) — роман английского писателя польского происхождения Джозефа Конрада, опубликованная в 1907 году. Относится к жанру «шпионского романа». Входит в американскую версию «100 лучших детективных романов всех времен».

## Сюжет
Адольф Верлок выдает себя за обычного торговца, владеющего лавкой канцелярских товаров на окраине Лондона. На самом же деле он является шпионом и профессиональным анархистом, получившим задание организовать серию взрывов.

## Экранизации
- 1936 — «Саботаж», реж. Альфред Хичкок. В главных ролях: Сильвия Сидни и Оскар Хомолка.
- 1992 год - «Тайный агент (фильм, 1992)», реж. Друри, Дэвид. В главных ролях  Дэвид Суше, Питер Капальди, Шерил Кэмпбелл, Ричард Стирлинг.
- 1996 — «Секретный агент», реж. Кристофер Хэмптон. В главных ролях: Боб Хоскинс, Патрисия Аркетт, Кристиан Бейл, Жерар Депардьё и Робин Уильямс.
- 2016 — «Секретный агент», реж. Чарльз Макдугалл.

### Издание на русском языке
- Конрад Дж. Тайный агент. На взгляд Запада = The Secret Agent. Under Western Eyes / Изд. подг. В. М. Толмачёв. — М.: Ладомир; Наука, 2012. — 595 с. — (Литературные памятники). — ISBN 978-5-86218-500-3.

### Исследования
- Королёва С. Б. Британский миф о России: учебное пособие. — М.; Берлин: Директ-медиа, 2016. — 239 с. — ISBN 978-5-4475-8684-3.
- Соловьёва Е. Е. Джозеф Конрад и Россия. — Череповец: ЧГУ, 2012. — 228 с. — ISBN 978-5-85341-513-3.
- Толмачёв В. М. Джозеф Конрад и его «русские романы» // Конрад Дж. Тайный агент. На взгляд Запада. — М.: Ладомир; Наука, 2012. — С. 477—534. — 595 с. — (Литературные памятники). — ISBN 978-5-86218-500-3.
- Ушакова О. М. Русский нигилист как герой английской литературы // Вестник Пермского университета. Российская и зарубежная филология. — 2016. — № 1. — С. 106—117.